# 马士纯烈士墓
马士纯烈士墓，位于中国广东省揭阳市榕城仙桥紫陌山，为揭阳市的一个市、县级文物保护单位，类型为近现代重要史迹及代表性建筑，公布时间为1996年。
马士纯烈士墓的历史年代为现代。